# Vaqo
Vaqo è un comune dell'Azerbaigian situato nel distretto di Astara. Conta una popolazione di 1 598 abitanti.